# Siurgus Donigala
Siurgus Donigala (sardinski: Seùrgus Donigàla, Sriùgus Donigàlla) je grad i općina (comune) u pokrajini Južnoj Sardiniji u regiji Sardiniji, Italija. Nalazi se na nadmorskoj visini od 452 metra i ima 1 992 stanovnika.
 Prostire se na 76,39 km². Gustoća naseljenosti je 26 st/km².
Susjedne općine su: Goni, Mandas, Nurri, Orroli, San Basilio, Senorbì, Silius i Suelli.